# Balsas (rzeka)
Balsas – rzeka w południowo-środkowym Meksyku, jedna z największych w tym kraju
Swoje źródła ma w Kordylierze Wulkanicznej, a uchodzi do Oceanu Spokojnego w zatoce Petacalco w portowym mieście Lázaro Cárdenas. Ma długość 771 km, (685 km)a dorzecze wynosi 117 406 km.
Rzeka w stanie Tlaxcala, gdzie bierze swój początek oraz w stanie Puebla nosi nazwę Atoyak. Po dotarciu do wulkanicznego rejonu, leżącego na zachód od Meksyku (okolice wulkanu Popocatépetl), na rzece licznie występują progi i wodospady. Po stanie Puebla rzeka przepływa przez stany Morelos i Guerrero. W tym ostatnim znajduje się 126-metrowa zapora wodna, Presa El Caracol z hydorelektrownią. Rzeka jest spiętrzona ponownie około 200 km dalej i tworzy zbiornik wodny Infiernillo o powierzchni 755 km². Rzeka uchodzi do zatoki Petacalco leżącej na wschód od miasta Lázaro Cárdenas w stanie Michoacán.